# Lycée du Parc
Lycée du Parc là một trường trung học công lập nằm ở quận 6 của Lyon, Pháp. Tên của nó bắt nguồn từ Parc de la Tête d'Or, một trong những công viên đô thị lớn nhất ở châu Âu, nằm gần đó.
Nó cung cấp giáo dục ở cấp độ lyceum và cũng cung cấp các lớp học dự bị, hoặc prépas, chuẩn bị cho sinh viên để vào các trường Grandes Écoles ưu tú như École Polytechnique, CentraleSupélec, École des Mines de Paris, Trường Kinh doanh ESSEC, Trường Kinh doanh ESCP và HEC Paris.
Trường được xây dựng trên địa điểm của Lunette des Charpennes trước đây, một phần của hệ thống công sự Ceintures de Lyon được xây dựng vào thế kỷ 19.

## Sinh viên tốt nghiệp nổi tiếng
- Louis Eugène Félix Néel, một nhà vật lý học Pháp
- Benoît Mandelbrot, một nhà toán học người Pháp
- Éric-Emmanuel Schmitt, nhà văn, tiểu thuyết gia và đạo diễn người Pháp